# Christo Traikow
Christo Popow Traikow (bulgarisch Христо Попов Трайков; * 24. September 1947 in Elin Pelin; † 24. Juni 2014) war ein bulgarischer Ringer. Er war dreifacher Europameister im griechisch-römischen Stil im Bantamgewicht.

## Werdegang
Von Christo Traikow ist nur bekannt, dass er in Bulgarien der Sportorganisation „Dynamo“ angehörte und er deshalb in einem Bereich beschäftigt war, der mit der Staatssicherheit oder der Polizei zu tun hatte. Trainiert wurde er von Philip Kriwiralchew in der bulgarischen Nationalmannschaft der Ringer, der er ab 1968 angehörte. Er rang ausschließlich im griechisch-römischen Stil.
Seine internationale Ringerkarriere begann Christo Traikow 1968. In diesem Jahr wurde er gleich bei seiner ersten Teilnahme an der Europameisterschaft in Västerås Europameister im Bantamgewicht. Auf dem Weg dorthin besiegte er u. a. Hartmut Puls aus der DDR und János Varga aus Ungarn. Bei den Olympischen Spielen 1968 in Mexiko-Stadt gewann er nur gegen den Dänen Johnny Nielsen und schied nach Niederlagen gegen Ion Baciu aus Rumänien und David Hazewinkel aus den Vereinigten Staaten frühzeitig aus und kam nur auf den 12. Platz.
Bei der Weltmeisterschaft 1969 in Mar del Plata, die schon im März dieses Jahres stattfand, gewann er zwar gegen Risto Björlin aus Finnland, verlor aber zufälligerweise wieder gegen Baciu und Hazewinkel und kam auf den 9. Platz. An der Europameisterschaft 1969 in Modena konnte er nicht teilnehmen, da die damaligen sozialistischen Staaten diese Europameisterschaft boykottierten, weil Italien das Hissen der DDR-Flagge verboten hatte.
Bei der Europameisterschaft 1970 in Berlin (Ost) rang Christo Traikow u. a. gegen Nelson Dawidjan aus der UdSSR unentschieden und unterlag erneut gegen Ion Baciu, womit er den 3. Platz belegte. Bei der Weltmeisterschaft 1970 in Edmonton rang er gegen den Olympiasieger von 1968 im Bantamgewicht János Varga aus Ungarn unentschieden, verlor aber gegen David Hazewinkel und verpasste damit mit dem 4. Platz knapp eine Medaille.
Bei der Weltmeisterschaft 1971 in Sofia konnte Christo Traikow János Varga und seinen Angstgegner David Hazewinkel besiegen. Er unterlag aber im Finale gegen Rustem Kasakow aus der Sowjetunion und wurde damit Vize-Weltmeister.
Bei der EM 1970 wurde er dann in Kattowitz zum zweiten Mal Europameister im Bantamgewicht. Dabei besiegte er u. a. auch seinen zweiten Angstgegner Ion Baciu, dazu auch Juri Sokolow aus der UdSSR, Józef Lipień aus Polen und Wolfgang Radmacher aus der DDR. Eine Niederlage gegen Risto Björlin aus Finnland verhinderte seinen erneuten Titelgewinn nicht, weil Björlin vor Erreichung der Finalrunde ausschied. Bei den Olympischen Spielen in München belegte dann Christo Trakiow unter den anfangs geschilderten Umständen den 5. Platz.
Als Teilnehmer an den Olympischen Spielen 1972 in München startete er im Bantamgewicht. Er bestritt in München sechs Kämpfe, die er alle nach Punkten gewann. Nach der sechsten Runde hatte er damit 6 Fehlpunkte und musste dem damaligen Reglement entsprechend ausscheiden. Nach der 6. Runde waren aber noch vier Ringer übrig, die noch keine 6 Fehlpunkte hatten. Unter den von ihm besiegten Ringern waren u. a. auch Rustem Kasakow aus der Sowjetunion und Hans-Jürgen Veil aus der Bundesrepublik Deutschland, die in München die Gold- und die Silbermedaille gewannen, während Christo Traikow leer ausging und mit dem 5. Platz zufrieden sein musste. Auf Grund dieses Sachverhaltes hat der internationale Ringerverband FILA nach den Olympischen Spielen 1972 in München die Regeln geändert. Nunmehr schied ein Ringer, auch wenn er 6 Fehlpunkte erreichte, nicht mehr aus, solange er in seinen Kämpfen siegreich bleibt. Für Christo Traikow kam diese Regelung zu spät.
Im Jahre 1973 gewann Christo Traikow bei der Europameisterschaft in Helsinki seinen dritten Europameistertitel im Bantamgewicht. Auf dem Weg zum Titel besiegte er dabei im Finale Ivan Frgić aus Jugoslawien, während er gegen Juri Sokolow verlor. Bei der Endabrechnung hatte er aber die wenigsten Fehlpunkte seiner Finalkonkurrenten und war damit Europameister. 
Bei der Weltmeisterschaft 1973 in Teheran gelangen ihm fünf Siege und ein Unentschieden gegen Olympiasieger Rustem Kasakow. Niederlagen gegen Per Lindholm aus Schweden und Józef Lipień verwiesen ihn aber auf den 3. Platz.
Nach dieser Weltmeisterschaft war Christo Traikow, obwohl erst 26 Jahre alt, bei keiner weiteren internationalen Meisterschaft mehr am Start. Über seinen weiter Lebensweg ist nichts bekannt.

## Internationale Erfolge
(OS = Olympische Spiele, WM = Weltmeisterschaft, EM = Europameisterschaft, GR = griechisch-römischer Stil, Ba = Bantamgewicht, damals bis 57 kg Körpergewicht)
- 1967, 2. Platz, Turnier in Greiz, GR, Ba, hinter Reuß, DDR und vor Karl, Tschechoslowakei;

- 1967, 3. Platz, Vorolympisches Turnier in Mexiko-Stadt, GR, Ba, hinter Ion Baciu, Rumänien u. János Varga, Ungarn;

- 1968, 3. Platz, "Dan-Kolew"-Turnier in Sewljewo, GR, Ba, hinter János Varga u. Ion Alionescu, Rumänien;

- 1968, 1. Platz, Turnier in Zella-Mehlis, GR, Ba, vor Hartmut Puls u. Eckhard Thorun, bde. DDR;

- 1968, 1. Platz, EM in Västerås, GR, Ba, mit Siegen über Hartmut Puls, Moises Lopez, Spanien, János Varga, Ion Alionescu u. Muhsin Altin, Türkei;

- 1968, 12. Platz, OS in Mexiko-Stadt, GR, Ba, mit einem Sieg über Johnny Nielsen, Dänemark u. Niederlagen gegen Ion Baciu u. David Hazewinkel, USA;

- 1969, 9. Platz, WM in Mar del Plata, GR, Ba, mit einem Sieg über Risto Björlin, Finnland u. Niederlagen gegen Ion Baciu u. David Hazewinkel;

- 1970, 3. Platz, EM in Berlin (Ost), GR, Ba, mit Siegen über Ünver Besergil, Türkei, Jörn Krogsgaard, Dänemark u. Risto Björlin, einem Unentschieden gegen Nelson Dawidjan, UdSSR u. einer Niederlage gegen Ion Baciu;

- 1970, 4. Platz, WM in Edmonton, GR, Ba, mit Siegen über Mehdi Ahangaran, Iran, Lars-Erik Skiöld, Schweden, Józef Lipień, Polen u. An Chun-yung, Südkorea, einem Unentschieden gegen János Varga u. einer Niederlage gegen David Hazewinkel;

- 1971, 1. Platz, "Nikola-Petrow"-Turnier in Warna, GR, Ba, vor Ion Păun, Rumänien u. Juri Sokolow, UdSSR;

- 1971, 3. Platz, "Iwan-Poddubny"-Turnier in Minsk, GR, Ba, hinter Kassabow u. Nelson Dawidjan, bde. UdSSR, vor Wolfgang Radmacher, DDR;

- 1971, 2. Platz, WM in Sofia, GR, Ba, mit Siegen über János Varga, Ali Lachkar, Marokko, Wolfgang Radmacher, DDR u. David Hazewinkel u. einem Unentschieden gegen Rustem Kasakow, UdSSR;

- 1972, 1. Platz, EM in Kattowitz, GR, Ba, mit Siegen über Józef Lipień, Ernst Hack, Österreich, Wolfgang Radmacher, DDR, Juri Sokolow u. Ion Baciu, trotz einer Niederlage gegen Risto Björlin;

- 1972, 5. Platz, OS in München, GR, Ba, mit Siegen über Karlo Covic, Jugoslawien, Rustem Kasakow, Francesco Scuderi, Italien, Józef Lipień, Ion Baciu u. Hans-Jürgen Veil, BRD;

- 1973, 3. Platz, "Dynamo"-Spartakiade, GR, Ba, hinter Klaus Radschinsky, DDR u. vor Grossu, UdSSR;

- 1973, 2. Platz, "Wladyslaus-Pytlasinski"-Turnier in Warschau, GR, Ba, hinter Ion Baciu u. vor Marin Dumitru, Rumänien;

- 1973, 1. Platz, EM in Helsinki, GR, Ba, mit Siegen über Per Lindholm, Schweden, Noricim Spahiu, Albanien, Ivan Frgić, Jugoslawien u. Marin Dumitru u. trotz einer Niederlage gegen Juri Sokolow;

- 1973, 3. Platz, WM in Teheran, GR, Ba, mit Siegen über Pablo Alchapar, Spanien, Ratko Raipac, Kanada, Hosain Toranian, Iran, Mehmet Uysal, Türkei u. Ivan Frgić, einem Unentschieden gegen Rustem Kasakow u. Niederlagen gegen Per Lindholm u. Józef Lipień